# BRUNO
BRUNO株式会社（ブルーノ）は、東京都新宿区に本社をおく、インテリア雑貨等の企画、卸・小売りを行う企業である  。2013年に健康コーポレーション（現・RIZAPグループ）の傘下となった。旧社名は株式会社イデアインターナショナル。

## ブランド

### 現在展開中のブランド
- BRUNO（ブルーノ）
  - 2012年に発足した、キッチン家電やインテリア雑貨等を展開するブランド。
  - キャッチコピーは「愉しみ上手な大人が集い、生まれた、ライフスタイルブランド」。
  - シックな色合いで機能性を充実させた「BRUNO crassy+ (ブルーノクラッシー)」という派生ブランドが存在する。
- MILESTO（ミレスト）
  - 2010年に発足した、旅行用品やバッグ等を展開するブランド。
  - キャッチコピーは「旅するように、暮らしたい。」。
  - デザインコンセプトや機能性ごとに複数のシリーズ名に分けたブランド展開がされている。
- RELENT（リレント）
  - 自然派にこだわったコスメブランド。
  - 2014年に日本リレント化粧品株式会社を吸収合併したことにより、BRUNO株式会社傘下のブランドとなる。

### かつて展開していたブランド
※独自ブランドのほか、輸入代理店・販売代理店として展開していた他社ブランドを含む。
- GENEVAサウンドシステム（ジェネーバサウンドシステム）
- SodaSparkle（ソーダスパークル）
- Ampli5+（アンプリファイブプラス）
- Native Union（ネイティブユニオン）
- SwissVoice（スイスボイス）
- Lenco（レンコ）
- YUEN’TO（ユエント）
- TKM（ティーケーエム）
- Düller（デューラー）
- Idea Root（イデアルート）
- Untrod（アントロッド）
- idea inhaar（イデア インハー）
- mabu（マブ）
- antibac2K（アンティバック2K）
- BRANIFF（ブラニフ）
- Alife（アリフ）
- Terracuore（テラクオーレ）
- Biorista Organics（ビオリスタ オーガニクス）
- MeTIME（ミータイム）
- IDEA LABEL（イデアレーベル）

## 店舗業態

### 現在展開中の屋号
- BRUNO（ブルーノ）
- TRAVEL SHOP MILESTO（トラベルショップミレスト）

### かつて展開していた屋号
- IDEA SEVENTH SENSE（イデアセブンスセンス）
- IDEA SEVENTH SENSE -DIGITAL CODE-（イデアセブンスセンス -デジタルコード-）
- Idea Frames（イデアフレイムス）
- Travel Shop Gate（トラベルショップゲート）→TRAVEL SHOP MILESTOへ屋号変更
- Terracuore（テラクオーレ）
- FLAT+（フラット）（三井アウトレットパーク幕張、期間限定店舗）
- GOOD GIFT GO（グッドギフトゴー）

## 沿革
- 1995年11月 - 時計を中心とした商品の開発・販売を目的として会社を設立。
- 2001年3月 - ショールーム開設。
- 2004年9月 - LONDON 100%Designに初出展。
- 2005年10月 - HONGKONG Kenfairに初出展。
- 2006年2月 - 神宮前、表参道ヒルズに初の直営店舗「Idea Frames」1号店をオープン。
- 2006年3月 - 熊本市、鶴屋百貨店に直営店舗「Idea Seventh Sense」1号店をオープン。
- 2007年3月 - 東京ミッドタウンに直営店舗「Idea Digital Code」1号店、「Agronatura」1号店を同時オープン。
- 2008年4月 - 入間市、三井アウトレットパーク 入間に「Idea Outlet」1号店をオープン。
- 2008年7月28日 - 大阪証券取引所ヘラクレスに株式を上場。
- 2008年12月 - 子会社「株式会社クレアベルデ」を設立。
- 2009年4月 - 新宿マルイ 本館に「WORDROBE TREE」1号店をオープン。
- 2009年8月 - 阪神梅田本店に「Terracuore collezione」1号店をオープン。
- 2009年9月 - 三郷市、ららぽーと新三郷に「FLAT+」1号店をオープン。
- 2009年11月 - 東京ミッドタウンに「Idea Digital Studio」1号店をオープン。
- 2010年8月 - 有楽町マルイに「Travel Shop Gate」1号店をオープン。
- 2011年3月 - 二子玉川ライズ ドッグウッドプラザに「eyeco sense」1号店をオープン。
- 2013年9月 - 健康コーポレーション株式会社（現・RIZAPグループ株式会社）の傘下に[2]。
- 2014年6月 - 子会社「株式会社クレアベルデ」の解散を決議。
- 2018年4月 - 株式会社シカタの全株式を取得し、完全子会社化。
- 2021年10月 - 商号をBRUNO株式会社へ変更[3]。
- 2023年3月 - 本社を東京都港区から東京都新宿区へ移転。

## idsite
idsite(アイディーサイト)は、株式会社イデアインターナショナルが、2008年8月に開設したインテリアとデザインに関する情報サイト。様々な業界で活躍するクリエイターをはじめ、ブランド、プロダクト、ショップなど必要な情報を自由に検索出来る。
また、idsiteではサイトの仕組みを利用して、オープンスタイルのデザインコンペ「id デザインアワード2009」を開催する。これは、従来のようなメーカー1社主催のコンペと異なり、応募デザイナーと複数のメーカーが出会うことが出来るもの。第一回は「環境」をテーマとするテーマ部門と、自由なアイデアを発信するフリーテーマ部門で作品を募集した。
2015年5月15日にサイトを終了し、閉鎖。

## 参考出典
- インテリアビジネスニュース（2008年9月2日）